# Châtel-de-Neuvre
 Châtel-de-Neuvre  là một xã ở tỉnh Allier thuộc miền trung nước Pháp.